# Лері Абуладзе
Лері Абуладзе (груз. ლერი აბულაძე; нар. 19 січня 1999,) — грузинський борець греко-римського стилю, срібний призер чемпіонату світу, дворазовий чемпіон Європи, бронзовий призер чемпіонату Європи.

## Життєпис
Боротьбою почав займатися з 2005 року. Ставав чемпіоном Європи та світу серед кадетів, чемпіоном Європи серед юніорів, чемпіоном світу серед молоді. Багаторазовий призер чемпіонатів світу та Європи у молодших вікових групах.
Тренер — Автанділ Абуладзе (з 2005).

## Спортивні результати на міжнародних змаганнях

### Виступи на Чемпіонатах світу
| Змагання                        | Збірна | Вагова категорія                 | Місце  |
| ------------------------------- | ------ | -------------------------------- | ------ |
| Чемпіонат світу з боротьби 2021 | Грузія | греко-римська боротьба, до 63 кг | Срібло |
| Чемпіонат світу з боротьби 2022 | Грузія | греко-римська боротьба, до 63 кг | Срібло |

### Виступи на Чемпіонатах Європи
| Змагання                         | Збірна | Вагова категорія                 | Місце  |
| -------------------------------- | ------ | -------------------------------- | ------ |
| Чемпіонат Європи з боротьби 2017 | Грузія | греко-римська боротьба, до 59 кг | 7      |
| Чемпіонат Європи з боротьби 2021 | Грузія | греко-римська боротьба, до 63 кг | Бронза |
| Чемпіонат Європи з боротьби 2022 | Грузія | греко-римська боротьба, до 63 кг | Золото |
| Чемпіонат Європи з боротьби 2023 | Грузія | греко-римська боротьба, до 63 кг | Золото |

### Виступи на Кубках світу
| Змагання                    | Збірна | Вагова категорія | Місце  |
| --------------------------- | ------ | ---------------- | ------ |
| Кубок світу з боротьби 2022 | Грузія | команда          | Бронза |

### Виступи на інших змаганнях
| Змагання                                       | Збірна | Вагова категорія                 | Місце  |
| ---------------------------------------------- | ------ | -------------------------------- | ------ |
| Гран-прі Угорщини з боротьби 2017              | Грузія | греко-римська боротьба, до 59 кг | 9      |
| Меморіал Олега Караваєва 2017                  | Грузія | команда                          | 4      |
| Меморіал Болата Турлиханова 2018               | Грузія | греко-римська боротьба, до 60 кг | Срібло |
| Турнір Вехбі Емре і Гаміта Каплана 2019        | Грузія | греко-римська боротьба, до 63 кг | 6      |
| Київський Міжнародний турнір з боротьби 2021   | Грузія | греко-римська боротьба, до 63 кг | Золото |
| Меморіал Іона Корнеану і Ладислава Сімона 2021 | Грузія | греко-римська боротьба, до 63 кг | 4      |
| Турнір Дана Колова — Николи Петрова 2022       | Грузія | греко-римська боротьба, до 67 кг | 5      |
| Гран-прі Іспанії з боротьби 2022               | Грузія | греко-римська боротьба, до 67 кг | Золото |
| Турнір Ібрагіма Мустафи 2023                   | Грузія | греко-римська боротьба, до 63 кг | Срібло |

### Виступи на змаганнях молодших вікових груп
| Змагання                                       | Збірна | Вагова категорія                 | Місце  |
| ---------------------------------------------- | ------ | -------------------------------- | ------ |
| Чемпіонат світу з боротьби серед кадетів 2014  | Грузія | греко-римська боротьба, до 46 кг | Срібло |
| Чемпіонат Європи з боротьби серед кадетів 2015 | Грузія | греко-римська боротьба, до 54 кг | Золото |
| Чемпіонат Європи з боротьби серед кадетів 2016 | Грузія | греко-римська боротьба, до 58 кг | Бронза |
| Чемпіонат світу з боротьби серед кадетів 2016  | Грузія | греко-римська боротьба, до 54 кг | Золото |
| Чемпіонат Європи з боротьби серед юніорів 2017 | Грузія | греко-римська боротьба, до 60 кг | Золото |
| Чемпіонат світу з боротьби серед юніорів 2017  | Грузія | греко-римська боротьба, до 60 кг | 16     |
| Чемпіонат Європи з боротьби серед юніорів 2018 | Грузія | греко-римська боротьба, до 63 кг | Бронза |
| Чемпіонат світу з боротьби серед юніорів 2018  | Грузія | греко-римська боротьба, до 63 кг | 8      |
| Чемпіонат Європи з боротьби серед юніорів 2019 | Грузія | греко-римська боротьба, до 63 кг | Срібло |
| Чемпіонат світу з боротьби серед юніорів 2019  | Грузія | греко-римська боротьба, до 63 кг | Срібло |
| Чемпіонат Європи з боротьби серед молоді 2018  | Грузія | греко-римська боротьба, до 63 кг | Бронза |
| Чемпіонат Європи з боротьби серед молоді 2021  | Грузія | греко-римська боротьба, до 63 кг | 5      |
| Чемпіонат світу з боротьби серед молоді 2021   | Грузія | греко-римська боротьба, до 63 кг | Золото |